# Justin Haber
Justin Haber (Floriana, 1981. június 9. –) máltai labdarúgó, jelenleg a Gżira United FC és a máltai válogatott kapusa.

## Pályafutása

### Floriana
Haber pályafutását a Florianánál kezdte 1998-ban. Rövid időt kölcsönben töltött a bolgár Dobrudzsánál.

### Birkirkara
2002-től a Birkirkara játékosa volt. Az itt töltött évek alatt lett belőle válogatott játékos. 2005-ig szerepelt a csapatnál.

### Köztes időszak
2006-ban és 2007-ben előbb a belga Virton, majd a Marsaxlokk játékosa volt, a két csapatnál összesen mindössze tizenkét (öt és hét) meccsen játszott

### Haidaríu
2007 nyarán a görög Haidaríu játékosa lett. Egy szezont töltött Görögországban, ezalatt tizenöt mérkőzésen kapott lehetőséget.

### Anglia
2008 nyarán a Sheffield United szerződtette. Egy évvel korábban már szerepelt itt próbajátékon, azonban ekkor nem kapott szerződést. Miután nem sikerült bekerülnie a kezdőcsapatba, kölcsönbe az egyik testvérklubhoz, a Ferencvároshoz került. Két mérkőzésen játszott.

### Ferencváros
2010 telén másfél éves szerződést írt alá a magyar rekordbajnokkal.

## Külső hivatkozások
- Hivatalos honlapja
- Justin Haber pályafutásának statisztikái a Soccerbase oldalon (angolul)

- national-football-teams.com